# دريك كالندر
دريك كالندر (بالإنجليزية: Drake Callender)‏ هو لاعب كرة قدم أمريكي في مركز حراسة المرمى، ولد في 7 أكتوبر 1997 في ساكرامنتو في الولايات المتحدة. لعب مع California Golden Bears men's soccer ‏.

## وصلات خارجية
- دريك كالندر على موقع الدوري الأمريكي (الإنجليزية)
- دريك كالندر على موقع قاعدة بيانات كرة القدم.إي يو (الإنجليزية)
- دريك كالندر على موقع ليكيب (الفرنسية)
- دريك كالندر على موقع Soccerbase.com (لاعب) (الإنجليزية)
- دريك كالندر على موقع Soccerway.com (الإنجليزية)
- دريك كالندر على موقع عالم كرة القدم.نت (الإنجليزية)